# Draconarius huizhunesis
Draconarius huizhunesis là một loài nhện trong họ Amaurobiidae.
Loài này thuộc chi Draconarius. Draconarius huizhunesis được Jia-Fu Wang & Yajun Xu miêu tả năm 1988.